# Шай Лов
Шай Лов (на английски: Shy Love) е артистичен псевдоним на американската порнографска актриса, режисьор на порнографски филми, бизнесдама и писател Шийла Патрисия Блумберг Албино (Sheelagh Patricia Blumbergh Albino), родена на 28 февруари 1983 г. в град Висбаден, провинция Хесен, Германия.

## Ранен живот
Шай Лов е от смесен етнически произход – сицилиански и пуерторикански. Полусестра е с порнографската актриса Даймънд Кити.
Завършва гимназия още на 16 години. След това учи в университет и придобива магистърска степен по счетоводство. Докато работи като счетоводител завършва и втора магистратура по данъчно дело.

## Кариера
Участва в над 300 порнографски филма, като снима предимно сцени с анален секс.
Момиче на корицата е на броеве на списания като Хъслър, Чери, Дженезис, Клуб, Табу и др.
Работи и като порнографски режисьор. Получава номинация за награда на AVN за най-добър режисьор за филма ѝ „El Gordo y La Flaca XXX“.
След края на кариерата си като изпълнител Шай Лов създава своя собствена агенцията за порнографски актьори, наречена „Adult Talent Managers“. Агенцията бързо набира популярност и представлява изпълнителки от Унгария, Чехия, Испания и САЩ. Родената във Висбаден порноактриса е и собственик на нощни клубове и се занимава с бизнес консултации.
Шай Лов е авторка на книгите „How to Catch a Kitten: The Ultimate Pick Up Guide“ и „How to Land a Rich Man: A Complete Guide For Getting the Perfect Man“.

## Личен живот
Шай Лов е омъжена и има две деца. Живее със семейството си в Калифорния.

## Награди и номинации
Зали на славата
- 2013: AVN зала на славата.[5]

Награди за изпълнение на сцени
- 2006: Temptation награда за най-добра анална сцена (видео) (със Стивън Ст. Кроа) – „Не яки момчета“.[8]

Номинации за индивидуални награди
- 2006: Номинация за F.A.M.E. награда за любима анална звезда.[9]
- 2006: Номинация за Temptation награда за изпълнителка на годината.[10]
- 2007: Номинация за AVN награда за изпълнителка на годината.[11]